# Eumedonia
Eumedonia is een geslacht van vlinders uit de familie van de Lycaenidae, de kleine pages, vuurvlinders en blauwtjes. De wetenschappelijke naam en de beschrijving van dit geslacht zijn voor het eerst gepubliceerd in 1938 door Walter Forster.
De soorten van dit geslacht komen hoofdzakelijk voor in centraal-Azië. Eén soort komt lokaal voor in Europa, het Zwart blauwtje. 

## Soorten
- Eumedonia annulata (Elwes, 1906)
- Eumedonia astorica (Evans, 1925)
- Eumedonia eumedon (Esper, 1780) - Zwart blauwtje
- Eumedonia kogistana (Grum-Grshimailo, 1888)
- Eumedonia lamasem (Oberthür, 1910)
- Eumedonia persephatta (Alphéraky, 1881)
- Eumedonia privata (Staudinger, 1895)